# Benild Romançon
Benild Romançon FSC (ur. 14 czerwca 1805 w Thuret, zm. 13 sierpnia 1862 w Saugues) – święty Kościoła katolickiego, francuski zakonnik.
Był synem Jana i Anny. Na chrzcie otrzymał imię Piotr. Uczęszczał do szkoły prowadzonej przez lasalianów w Riom, a po jej ukończeniu chciał wstąpić do zgromadzenia. Wytrwałość w tym dążeniu zaowocowała jego przyjęciem do nowicjatu (10 lutego 1820 r.), którego mu rok wcześniej odmówiono ze względu na mały wzrost. Przyjął imię zakonne Benild, a 11 września 1836 złożył śluby zakonne.
Po ukończeniu nauki rozpoczął działalność wychowawczą w Limoges, gdzie pełnił też obowiązki kucharza, później nauczał w Clermont zajmując się jednocześnie ogrodem. Od 21 września 1841 r. do śmierci prowadził szkołę w Saugues.
15 sierpnia 1862 r. odbył się w parafii Saugues pogrzeb zmarłego w opinii świętości Benilda Romançona, a wkrótce jego grób stał się miejscem pielgrzymek.
Ze względu na wielkie zaangażowanie w pracy z młodzieżą przypisuje się Benildowi przyciągnięcie do zgromadzenia ok. piętnastu kapłanów i przeszło dwustu braci.
Proces kanonizacyjny rozpoczęto już w 1903 r., a w 1928 r. papież Pius XI uznał Benilda Romançona za czcigodnego. Beatyfikacji dokonał papież Pius XII 4 kwietnia 1948 r., a świętym ogłosił 29 października 1967 papież Paweł VI.
Dniem, w którym wypada wspomnienie liturgiczne w Kościele katolickim jest dzienna rocznica śmierci, 13 sierpnia.